# 南京市政府 (中华民国)
南京市政府，是中华民国南京市的最高行政机关，办公地址为江南贡院明远楼。1949年4月23日后，因国军失守南京而溃散。

## 历史
1927年4月24日，南京市政厅成立。6月1日，改为南京特别市政府。1929年4月16日，改为首都特别市政府。1930年，改为南京市政府，直隶行政院。1937年，日军占领南京前，南京市政府撤退到中国西南地区，设南京市政府临时办事处，先后迁于长沙、桂林、贵阳、重庆等地，始终未解散，也未进行市长的变更。1945年9月，返回南京。市政府设置夫子庙江南贡院内。
1949年4月21日，解放军发起渡江战役。中华民国政府高层官员，均已逃离南京。南京市市长滕杰在22日仍在办公、签发指令，后亦逃离南京，南京市政府自然溃散。23日，解放军第三十五军进入南京。28日，南京市军事管制委员会成立，进行各系统的接管。

## 机构
成立时设教育局、财政局、卫生局、工务局、公安局、土地局、社会局。1932年4月，为缩减开支，仅保留社会局、财政局、工务局和秘书处。此外，还有都市计划委员会、文化建设委员会、文献委员会、经济建设委员会、公用事业委员会等直属机构。抗日战争胜利后，先后成立了抗战损失调查委员会和房屋租赁管理委员会，并重新恢复教育局。